# Évolution parallèle
 (février 2013).
Si vous disposez d'ouvrages ou d'articles de référence ou si vous connaissez des sites web de qualité traitant du thème abordé ici, merci de compléter l'article en donnant les références utiles à sa vérifiabilité et en les liant à la section « Notes et références ».
Dans l'étude de l'évolution, le phénomène d'évolution parallèle se produit quand deux espèces indépendantes développent, en même temps et dans un écosystème identique, des caractéristiques similaires.

## Exemple
Un des exemples les plus courants d'évolution parallèle est la ressemblance entre les rats-taupes (ordre des rongeurs) et les taupes (ordre des soricomorphes), deux mammifères globalement contemporains. Les taupes sont des mammifères insectivores habitués à vivre sous terre, et qui possèdent des griffes adaptées pour creuser la terre. Les rats, en revanche, sont des mammifères omnivores qui vivent normalement à la surface. Les rats-taupes sont une forme particulière qui, à force de vivre sous terre, a développé des griffes similaires à celles de la taupe, alors que les deux formes appartiennent à des ordres distincts.

## Homoplasie
L'évolution parallèle est différente de la convergence évolutive qui sont toutes deux des types d'homoplasie. L'évolution convergente explique par exemple comment, dans deux écosystèmes différents et à différentes époques, les mouches et les oiseaux ont développé des ailes, ou encore comment les ichthyosaures du Mésozoïque et les dauphins du Cénozoïque ont développé la même forme hydrodynamique. Les auteurs restent néanmoins partagés sur l'utilité de la distinction.